# Кандры-Кутуй
Кандры-Кутуй (баш. Ҡандра-Ҡотой) — село в Туймазинском районе Башкортостана, входит в состав Кандринского сельсовета.

## Географическое положение
Расстояние до:
- районного центра (Туймазы): 34 км,
- центра сельсовета (Кандры): 7 км,
- ближайшей ж/д станции (Кандры): 5 км.

## История
Деревня — поселение канлинцев-вотчинников, выделилась из д. Кандрыкуль. Не отмечена V ревизией 1795 г., в 1816 г. в ней 15 дворов с 114 жителями. Первопоселенцем д. Кандры-Кутуй был Кутуй Кудайметов (1759—1819). Его сыновья Абдулнасыр, 1789 г., Гадилына, 1783 г., и Гали, 1779 г.
В 2005=2008 годах село было административным центром Старокандринского сельсовета
Закон «О внесении изменений в административно-территориальное устройство Республики Башкортостан в связи с образованием, объединением, упразднением и изменением статуса населенных пунктов, переносом административных центров» от 20 июля 2005 года, N 211-з гласил:

10. Перенести административные центры следующих сельсоветов:

2) Старокандринского сельсовета Туймазинского района из села Кандры в село Кандры-Кутуй
19.11.2008 произведено обратное замещение.

## Население
| 2002 | 2009 | 2010 |
| ---- | ---- | ---- |
| 704  | ↗713 | ↘651 |

Национальный состав
Согласно переписи 2002 года, преобладающие национальности — башкиры (67 %), татары (30 %).

## Религия
В селе есть мечеть.

## Известные уроженцы
- Бурангулова, Рамиля Мунаваровна (род. 11 июля 1961) — советская и российская легкоатлетка, Мастер спорта России международного класса[6][7].
- Гайфуллина, Рамзия Мударисовна (род. 12 декабря 1938) — зоотехник колхоза имени А. Матросова РБ, Герой Социалистического Труда (1960)[8][9].